# 埼玉県立寄居高等学校
埼玉県立寄居高等学校（さいたまけんりつ よりいこうとうがっこう）は、かつて埼玉県大里郡寄居町桜沢に所在した公立高等学校。全日制、普通科と商業科の2学科を設置していた。

## 設置していた学科
- 普通科
- 商業科

## 沿革
- 1948年（昭和23年） - 寄居町寄居に埼玉県立熊谷高等学校寄居分校開校
- 1959年（昭和34年） - 組合立埼玉県寄居高等学校として設立認可、定時制設置
- 1962年（昭和37年） - 埼玉県立寄居高校開校
- 1963年（昭和38年） - 現在地に移転
- 1964年（昭和39年） - 定時制課程を設置
- 1985年（昭和60年） - 定時制課程廃止
- 2008年（平成20年） - 埼玉県立川本高等学校と統合され、埼玉県立寄居城北高等学校となる（設置場所は寄居高校の現在地）。

## おもな卒業生
- 掛川誠 - 元サッカー選手
- 久保晃一 - 元ラグビー選手

## 交通
- 秩父鉄道桜沢駅